# Marfiles hispanomusulmanes
Dentro del arte hispanomusulmán, se desarrollaron en Córdoba y Cuenca durante la presencia de la cultura musulmana en España, dos importantes talleres de marfil, cuyo periodo de mayor esplendor fueron el siglo X y primer cuarto del siglo XI. La producción se concentraba en objetos suntuarios con detalles ornamentales engastados en materiales nobles (oro y plata), sobre maderas trabajadas, o piezas puras de marfil, unidas y labradas. Los objetos son elaborados con fines singulares y específicos, casi siempre para regalo, dentro de los cortesanos de los reinos o familias de más elevada posición económica. Era la mujer la principal destinataria de los objetos.
Las piezas más llamativas y donde los maestros eran capaces de mostrar todo el esplendor de su arte eran las llamadas arquetas o arcas, que con motivo de festividades, conmemoraciones o actos de especial trascendencia social o familiar, se elaboraron en ambos talleres. En el de Córdoba los trabajos eran más refinados, con soltura para desarrollar las temáticas sobre la naturaleza en formas caprichosas y variadas que, observadas al detalle, presentan un absoluto equilibrio y excelentes conocimientos de geometría por sus autores. En el de Cuenca, los trabajos son más sencillos, quizá debido al tipo de pedidos y su ubicación fronteriza entre reinos cristianos y musulmanes, lo que dificultaba la continuidad de los trabajos y la enseñanza a los aprendices.
La técnica del ataurique, mediante la estilización de los motivos vegetales en la decoración, es profusamente usada. Las arquetas, botes, perfumadores y joyeros más sobresalientes que se conservan se encuentran en el Museo del Louvre (Píxide de Al-Mughira) Leyre (Arqueta del Monasterio de Leyre), Zamora (Bote de Zamora), San Millán de la Cogolla, Toledo, Fitero (Arquetas de la iglesia de Fitero) y Silos.